# Миномётный старт
Миномётный старт («холодный» старт) — способ запуска ракеты, при котором она выбрасывается из пусковой установки (транспортно-пускового контейнера) за счёт давления, создаваемого в замкнутом объёме каким-либо источником, расположенным вне ракеты. Таким источником может служить, например, пороховой аккумулятор давления (ПАД) или парогазогенератор. Двигатель ракеты при этом запускается уже после того, как ракета выйдет из пусковой установки.
Преимущества миномётного старта перед обычным (газодинамическим):
- улучшаются энергетические показатели ракеты, так как экономится запас топлива на борту;
- газовая струя ракетного двигателя меньше воздействует на пусковую установку и саму ракету;
- упрощается конструкция и уменьшаются размеры пусковой установки, так как отпадает надобность в отводе газовой струи и защите от неё оборудования ПУ.

Существует и другой вариант миномётного старта — с запуском двигателя ракеты прямо в транспортно-пусковом контейнере (ТПК), но он менее выгоден по сравнению с описанным выше.
Миномётный старт стал единственным решением, позволявшим запускать ракеты с борта подводной лодки в подводном положении.
В настоящее время эта схема широко применяется для боевых ракет различных классов. Приоритет в использовании миномётного старта для межконтинентальных баллистических ракет наземного базирования принадлежит СССР.

## Примеры ракет
- Поларис
- Посейдон (ракета)
- РТ-20
- Р-36М
- Р-39
- UGM-133A Трайдент II (D5)
- МР УР-100
- LGM-118
- С-300
- С-400
- С-500
- Калибр
- Циркон